# David Lyons
David Lyons (ur. 16 kwietnia 1976 w Melbourne) – australijski aktor telewizyjny i filmowy.

## Kariera
W 1993 ukończył szkołę Yarra Valley Grammar.Studiował w szkole aktorskiej National Institute of Dramatic Art w Kensington, którą ukończył w 2004. Rok później dostał pierwszą propozycję występu – w serialu Policjanci z Mt. Thomas, gdzie zagrał rolę Jasona Tylera. Największą popularność przyniosły mu role w serialach: Morski patrol (2007–2009), gdzie grał Josha Holidaya. W 2008 dołączył do obsady serialu Ostry dyżur jako doktor Simon Brenner, w ostatnim sezonie.
W Australii występował z najbardziej prestiżowymi zespołami teatralnymi w kraju, w tym z Sydney Theatre Company w Trudno być Bogiem (A Hard God) i Melbourne Theatre Company w Cyrano de Bergerac.
W 2007 zadebiutował w dreszczowcu Przed burzą (Storm Warning, 2007) z Nadią Farès. Był obsadzony także w dramacie Ryana Murphy’ego Jedz, módl się, kochaj (2010) u boku Julii Roberts i Javiera Bardem. Występował w serialu The Cape (2011) i jako dowódca Sebastian „Bass” Monroe w serialu Revolution (2012–2014).

## Filmografia
- 2002: Sąsiedzi (Neighbours) jako Damian Slattery
- 2005: Policjanci z Mt. Thomas jako Jason Tyler
- 2007: Przed burzą jako Jimmy
- 2007–2009: Morski patrol jako Josh „E.T.” Holiday
- 2008–2009: Ostry dyżur jako dr Simon Brenner
- 2010: Day One (TV) jako Sam Brody
- 2010: Jedz, módl się, kochaj jako Ian
- 2011: The Cape jako Vince Faraday
- 2012−2013: Revolution jako generał Sebastian „Bass” Monroe
- 2013: Bezpieczna przystań (Safe Haven) jako Kevin Tierney
- 2013: Niesłusznie oskarżona (The Trials of Cate McCall) jako Josh
- 2016: Uśpieni (Game of Silence) jako Jackson Brooks
- 2018: Seven Seconds jako Mike Diangelo